# Traje de esclavitud

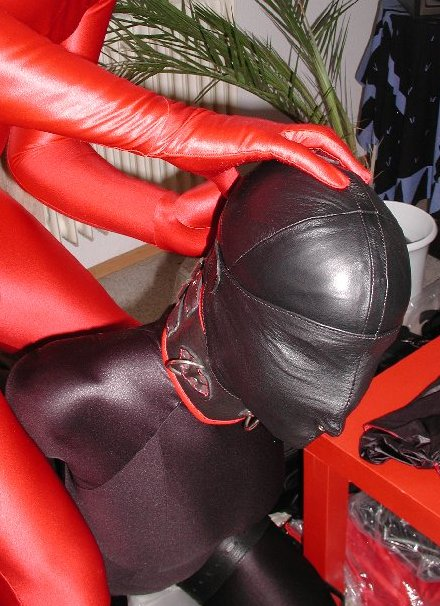
La imagen muestra un sub/pasivo en privación sensorial durante un escenario BDSM.

Un traje de esclavitud es una prenda de ropa fetichista diseñada para cubrir el cuerpo por completo (generalmente incluye manos y pies), que se ajusta bien y, a menudo, incluye puntos de anclaje. A menudo tiene una capucha adjunta; si no es así, a menudo se usa con una capucha de esclavitud o máscara gimp. El traje puede estar hecho de cualquier material: caucho, látex, PVC, spandex, darlexx o cuero. No obstante, el cuero, al no ser elástico, no se ajusta tan bien como los demás.
Está ampliamente difundido en la subcultura BDSM con el objetivo de cosificar a la persona (normalmente esclavo o esclava) y minimizar su persona al estado de juguete sexual, en lugar de pareja sexual. A veces cuentan con cremalleras colocadas de manera adecuada, para permitir que los senos y los genitales sean directamente accesibles mientras se usa el traje.
Aunque a veces se diferencia de un catsuit, unitard o zentai, más en el propósito que la apariencia, el traje típico de esclavitud es de color negro y de un material muy resistente a la rotura (a menudo reforzado por correas y apenas estirable) y tiene integrado anillos de metal, cinturones, hebillas y cordones para sujetar cuerdas o cadenas, con el fin de colgar y levantar al usuario.
El traje de esclavitud se menciona con frecuencia en la cultura popular, habiendo aparecido en la película Pulp Fiction, de Quentin Tarantino.